# Àcid hialurònic
L'àcid hialurònic, hialuronà és un glicosaminoglicà aniònic i no sulfatat àmpliament distribuït pels teixits connectiu, epitelial i neuronal. És únic entre els glicosaminoglicans, ja que no està sulfatat, es forma al plasma en comptes de formar-se en l'aparell de Golgi i pot ser una molècula molt gran, amb un pes molecular que normalment arriba a milions.
L'àcid hialurònic és també un component de la càpsula extracel·lular de l'estreptococus del grup A, i es creu que té un paper a la virulència.

## Funcions
Fins a finals de 1970, l'àcid hialurònic era descrit com un polímer de carbohidrat omnipresent que és part de la matriu extracel·lular. Per exemple, l'àcid hialurònic és el major component del líquid sinovial i va ser descobert per incrementar la viscositat del líquid. Juntament amb la lubricina, és un dels components lubricants del líquid.
L'àcid hialurònic és un component importat del cartílag articular, on està present com una coberta per cada cèl·lula (condròcits). Quan monòmers d'agrecan envolten l'àcid hialurònic en presència de la proteïna d'unió, es formen grans agregats carregats negativament. Aquests agregats absorbeixen aigua i són responsables de l'elasticitat del cartílag (la seva resistència a la compressió). El pes molecular de l'àcid hialurònic al cartílag disminueix amb l'edat, però la quantitat augmenta.
L'àcid hialurònic és també el component majoritari de la pell, on es troba involucrat en la reparació del teixit. Quan la pell s'exposa excessivament als rajos UVB, s'inflama (cremada solar) i les cèl·lules de la dermis aturen de produir tant àcid hialurònic, i augmenta el ritme de degradació. El productes de la degradació de l'àcid hialurònic també s'acumulen a la pell després de l'exposició a rajos UV.
A més de ser abundant a la matriu extracel·lular, l'àcid hialurònic també contribueix a la hidrodinàmica dels teixits, al moviment i proliferació cel·lular i participa en les interaccions superficials de la cèl·lula, notablement en les quals inclouen els seus receptors primaris, CD44 i RHAMM. La regulació de CD44 és acceptada com un marcador de l'activació cel·lular als limfòcit. La contribució de l'àcid hialurònic al creixement dels tumors pot ser deguda a la seva interacció amb el CD44. El receptor CD44 participa en les interaccions d'adhesió requerides per les cèl·lules tumorals.
Encara que l'àcid hialurònic s'uneix al receptor CD44, és evident que els productes de la seva degradació transdueixen el seu senyal inflamatori per mitjà dels receptors TLR2 i TLR4 en macròfags i cèl·lules dendrítiques. TLR i l'àcid hialurònic participen la immunitat innata.
Les altes concentracions d'àcid hialurònic als cervells de les rates joves i reduïdes als de les rates adultes suggereixen que també intervé en el desenvolupament del cervell.

## Estructura
L'estructura química de l'àcid hialurònic va ser determinada en torn la dècada de 1950 al laboratori de Karl Meyer. L'àcid hialurònic és un polímer de disacàrids, els quals estan compostos d'àcid D-glucorònic i D-N-acetilglucosamina, units per enllaç glicosídic β-1,4 i β-1,3 alternativament. L'àcid hialurònic pot tenir una llargària de 25,000 repeticions de disacàrids. Es poden registrar polímers de l'àcid hialurònic de 5,000 fins a 20,000,000 Da. El pes molecular mitjà al líquid sinovial humà és 3-4 milions Da, i el pes de l'àcid hialurònic purificat del cordó umbilical humà és de 3,140,000 Da.
L'àcid hialurònic és energèticament estable en part per
l'estereospecificitat dels seus components de disacàrids. Voluminosos grups de cada molècula de sucre estan en posicions estèriques favorables, mentre que els petits hidrògens assumeixen les posicions axials desfavorables.

## Síntesi biològica
L'àcid hialurònic es sintetitza per una classe de proteïnes integrals de membrana anomenades àcid hialurònic sintases, de quines els vertebrat tenen tres tipus: HAS1, HAS2 i HAS3. Aquests enzim allarguen l'àcid hialurònic afegint repeticions d'àcid glucorònic i N-acetilglucosamina als naixents polisacàrids mentre aquest és extrudit via ABC-transportador a través de la membrana cel·lular fins a l'espai extracel·lular.
La síntesi de l'àcid hialurònic (AHS) pot ser inhibida selectivament (sense inhibir altres glicosaminoglicans) i pot ser provada útilment per prevenir la metàstasi de les cèl·lules tumorals malignes.

## Cèl·lules receptores d'àcid hialurònic
Fins ara, les cèl·lules receptores que han estat identificades per l'àcid hialurònic es classifiquen en tres grups principals: CD44, RHAMM (Receptor d'AH mitjançant motilitat) i ICAM-1(molècula d'adhesió intracel·lular). CD44 i ICAM-1 eren també conegudes com a molècules d'adhesió cel·lular amb altres lligand reconeguts abans que la seva unió amb l'àcid hialurònic fos descoberta.
CD44 està distribuït a través del cos, i la formal demostració de la unió AH-CD44 va ser proposada per Aruffo et al. l'any 1990. Des d'aquesta data és reconegut com el principal receptor cel·lular superficial per l'AH. CD44 participa en les interaccions de la cèl·lula amb AH i en altres funcions com una part important en diversos fets psicològics, com agregació cel·lular, migració, proliferació i activació, adhesió cèl·lula-cèl·lula i cèl·lula-substrat, endocitosi d'AH que condueix al catabolisme de l'àcid hialurònic en macròfags i l'acoblament de matrius d'AH i proteoglicans. Dos papers significatius del CD44 a la pell van ser proposats per Kaya et al. El primer és la regulació de la proliferació dels queratinòcits en resposta a estímuls extracel·lulars i la segona és el manteniment local de l'homeòstasi de l'AH.
ICAM-1 és coneguda com a receptor metabòlic de superfície cel·lular per AH i aquesta proteïna és responsable de la clarificació de l'AH de la limfa i el plasma sanguini. La unió lligand-receptor provoca una cascada altament coordinada de fets que inclouen la formació de vesícules d'endocitosi, la seva fusió amb els lisosomes primaris, digestió enzimàtica fins monosacàrids, transport actiu transmembrana d'aquests sucres, fosforilació de GlcNAc i deacetilació enzimàtica. Com el seu nom indica, ICAM-1 també pot servir com a molècula d'adhesió cel·lular i la unió d'AH amb ICAM-1 contribueix al control de l'activació inflamatòria.

## Degradació
L'àcid hialurònic és degradat per una família d'enzims anomenats hialuronidases. Als humans hi ha almenys set tipus d'aquests enzims, bastants dels quals suprimeixen tumors. Els productes de degradació de l'àcid hialurònic, els oligosacàrids i moltes molècules de baix pes molecular d'AH, mostren propietats pro-angiogièniques. A més a més, estudis recents mostren que els fragments d'AH, no les naixents masses de molècules d'AH, poden induir respostes inflamatòries en macròfag i cèl·lules dendrítiques en ferides dels teixits i en rebujos de trasplantaments de pell.

## Paper de l'àcid hialurònic a la reparació de ferides
La pell proveeix una barrera mecànica el medi extern i actua prevenint l'ingrés d'agents infecciosos. Un cop infectada, els teixits inferiors s'exposen a una infecció, així que una curació ràpida i efectiva és crucial per reconstruir la funció de la barrera. La curació de ferides de la pell és un procés complex que inclou molts processos d'interacció. Després els següents passos són inflamació, formació de grànuls als teixits, reepitelització i remodelació. Els papers proposats de l'AH en aquesta seqüència de curació de ferides són exposats detalladament a continuació.

### Inflamació
Molts factors biològics, com factors de creixement, citocines i eicosanoids, són generats per processos inflamatoris. Aquests factors són necessaris per als següents passos de la curació de ferides per la seva participació a promoure la migració de cèl·lules inflamatòries, fibroblasts i cèl·lules endotelials al lloc de la ferida.
El teixit ferit, en la fase primerenca de la inflamació, per la reparació de la ferida hi és abundant l'AH, probablement un reflex de l'incrementa de la seva síntesi. L'àcid hialurònic actua com un promotor de la inflamació primerenca el qual és crucial en tot el procés de curació de la ferida de la pell. Les cèl·lules endotelials, en resposta a citocines inflamatòries com TNF-α i lipopolisacàrids bacterians, també sintetitzen AH i aquest facilita l'adhesió primària dels limfòcits activats per citocines que expressen variants de CD44 d'unions amb àcid hialurònic sota condicions de fluid laminar i estàtic. Resulta d'interès que l'AH té dues funcions contradictòries en el procés inflamatori. No només promou la inflamació com dit abans, sinó que també pot moderar la resposta inflamatòria, contribuint a l'estabilitat de la granulació de matriu del teixit, com es descriurà a continuació.

### Granulació i organització de la matriu del teixit
El teixit granulat és el difós, teixit fibrós connectiu que reemplaça un coàgul de fibrina en la curació de ferides. Aquest típicament creix des de la base d'una ferida i és capaç d'omplir ferides de qualsevol mida. AH és abundant a la matriu del teixit granulat. Una varietat de funcions cel·lulars que són essencials per la reparació del teixit poden atribuir-se a aquesta xarxa rica en AH. Aquestes funcions inclouen facilitat la migració de cèl·lules cap a la matriu de la ferida provisional, proliferació cel·lular i organització a la granulació de la matriu del teixit. Absolutament, la iniciació de la inflamació és crucial per la formació del teixit granulat, per tant el paper pre-inflamatori de l'AH, com s'ha dit abans, contribueix a aquesta fase de curació de ferides.

### Àcid hialurònic i migració cel·lular
La migració cel·lular és essencial per la formació del teixit granulat. El primer pas per la granulació del teixit està dominat per la matriu extracel·lular rica en AH la qual és considerada com un medi conductiu per la migració de cèl·lules cap a aquesta matriu de la ferida temporal. Les contribucions de l'AH a la migració cel·lular s'atribueixen a les seves propietats fisicoquímiques com s'ha dit abans, així com les seves interaccions directes amb les cèl·lules. Per l'escenari anterior, l'AH proveeix una matriu hidratada oberta que facilita la migració cel·lular, mentre que en l'escenari tardà la migració directa i el control dels mecanismes de locomoció de la cèl·lula estan mediats via la interacció específica entre AH i receptors cel·lulars superficials d'AH. Com s'ha tractat abans, els tres principals receptors superficials d'AH són CD44, RHAMM i ICAM-1. RHAMM està més relacionat amb la migració cel·lular. Bàsicament, forma unions amb bastants proteïna-cinases associades amb la locomoció cel·lular, per exemple, proteïna-cinasa reguladora de senyals extracel·lulars(ERK), p125fak i pp60c-sr. Durant el desenvolupament fetal, el camí migratori a través del qual les cèl·lules emigren és ric en AH. L'àcid hialurònic està associat amb el procés de migració cel·lular en la matriu del teixit granulat, i els estudis mostren que el moviment de les cèl·lules pot ser inhibit, almenys parcialment, per la degradació d'AH o bloqueig del receptor d'AH.
Proveint la força dinàmica a la cèl·lula, la síntesi d'AH també sembla està associada amb la migració cel·lular. Bàsicament, AH és sintetitzat a la membrana plasmàtica i entra en contacte directament amb el medi extracel·lular. Això pot contribuir al microambient hidratat en els llocs de síntesi i és essencial per la migració facilitant el despreniment cel·lular.

### Paper de l'àcid hialurònic a la modulació de la resposta inflamatòria
Encara que la inflamació és una part integral de la granulació de la formació de teixit, perquè es procedeixi a la reparació de teixit normal, la inflamació ha de ser modulada. El teixit granulat inicialment format és altament inflamatori, amb una alta taxa de teixit mediat per enzims de degradació de la matriu i metabòlits reactius d'oxigen que són productes de les cèl·lules inflamatòries. L'estabilització de la matriu del teixit granulat pot ser aconseguida modulant la inflamació. L'àcid hialurònic funciona com un modulador important en aquest procés de modulació, el qual es contradiu amb el seu paper a l'estimulació de la inflamació descrita dalt. L'àcid hialurònic pot prevenir que els radicals lliures facin malbé les cèl·lules. Aquest fet es pot atribuir a la seva propietat de captar radicals lliures, una característica fisicoquímica compartida amb llargs polímers poliònics. En un experiment en rates, investigat per Foschi D. i col·laboradors, l'AH ha mostrat reduir el dany al teixit granulat
A més del seu paper de captar radicals lliures, l'AH pot funcionar també a la corba d'alimentació negativa de l'activació de la inflamació a través de les seves interaccions biològiques específiques amb els constituents biològics de la inflamació. TNF- α, una citocina generada a la inflamació, estimula l'expressió del TSG-6 (gen 6 estimulat per TNF) als fibroblasts i cèl·lules inflamatòries. TSG-6, una proteïna vinculada a l'AH, també forma un complex estable amb la proteïnasa del serum inhibidora IαI (Inter-α-inhibitor) amb un efecte sinèrgic a l'activitat inhibidora de la plasmina. La plasmina està involucrada en l'activació de la cascada proteolítica de la matriu de metaloproteïnases i altres proteïnases dirigint al teixit danyat inflamatori. Per tant, l'acció del complex TSG-6/ IαI, la qual pot ser addicionalment organitzada mitjançant la unió de l'AH a la matriu extracel·lular, pot servir com un potent retroalimentador negatiu per modular la inflamació i estabilitzar el teixit granulat així com la curació progressa.

### Reepitelització
L'àcid hialurònic té un paper important a l'epidermis normal. També té funcions crucials en el procés de reepitelització a causa d'algunes de les seves propietats: serveix com una part integral de la matriu extracel·lular dels queratinòcits basals, els quals són els grans constituents de l'epidermis, la seva funció de captació de radicals lliures i el seu paper de proliferació i migració de queratinòcits.
A la pell normal, l'AH es troba en relatives altes concentracions a la capa basal de l'epidermis, on els queratinòcits proliferants es troben. El CD44 es col·loca amb l'AH a la capa basal de l'epidermis on addicionalment s'ha vist preferentment expressat a la membrana del plasma enfrontada a bosses de la matriu riques en AH. Mantenir l'espai extracel·lular i proveir un espai obert així com una estructura hidratada per al pas de nutrients són les funcions principals de l'AH a l'epidermis. Tammi R. I altres col·legues trobaren que el contingut d'AH augmenta en presència de l'àcid retinoic. Els efectes proposats de l'àcid retinoic són en contra del dany del sol i de l'edat de la pell i pot estar correlacionat almenys en part amb un increment del contingut d'AH a la pell, donant una pujada de l'increment de la hidratació del teixit. S'ha suggerit que la propietat de captar radicals lliures de l'AH contribueix a la protecció de la radiació solar, donant suport al paper del CD44 actuant com a receptor d'AH a l'epidermis.
L'AH epidèrmic també funciona com a manipulador al procés de proliferació de queratinòcits, el qual és essencial a la funció epidèrmica normal, així com durant la reepitelització en la reparació de teixits. Als processos de curació de ferides, l'AH s'expressa al marge de la ferida, a la matriu del teixit connectiu, i col·locat amb l'expressió del CD44 a la migració de queranòcits. Kaya et al trobaren que la supressió de l'expressió del CD44 per un transgen específic va resultar en animals amb una acumulació defectuosa d'AH a la superfície de la dermis, acompanyada per alteracions morfològiques distintives dels queratinòcits basals i una proliferació defectuosa dels queratinòcits en resposta al mitogen i factors de creixement. També s'observaren una disminució de l'elasticitat de la pell, resposta local inflamatòria danyada i reparació de teixits danyada. Les observacions donen un suport important dels papers que l'AH i el CD44 tenen a la fisiologia de la pell i a la reparació de teixits.

### Curació i cicatrització de ferides fetals
Una falta de cicatrització fibrosa és la primera característica de la curació de ferides fetals. Inclús per períodes més llargs, l'AH contingut en ferides fetals contínua sent major que en els adults, cosa que suggereix que l'AH pot, almenys en part, reduir el dipòsit de col·lagen i conduir a una cicatrització reduïda. Aquesta coherència així permet reduir la cicatrització. Aquesta teoria està d'acord amb la recerca de West et al, els qui mostraren que la curació de ferides en adults i etapes tardanes de gestació fetal, l'extracció d'AH resulta en cicatrització fibròtica. Així i tot, el paper exacte de l'àcid hialurònic a la cicatrització de la pell està encara essent investigat, tot i que sobre la base dels fets observats, deu ser un gran contribuïdor a reduir la cicatrització fibrosa.

## Paper de l'àcid hialurònic en la metàstasi del càncer

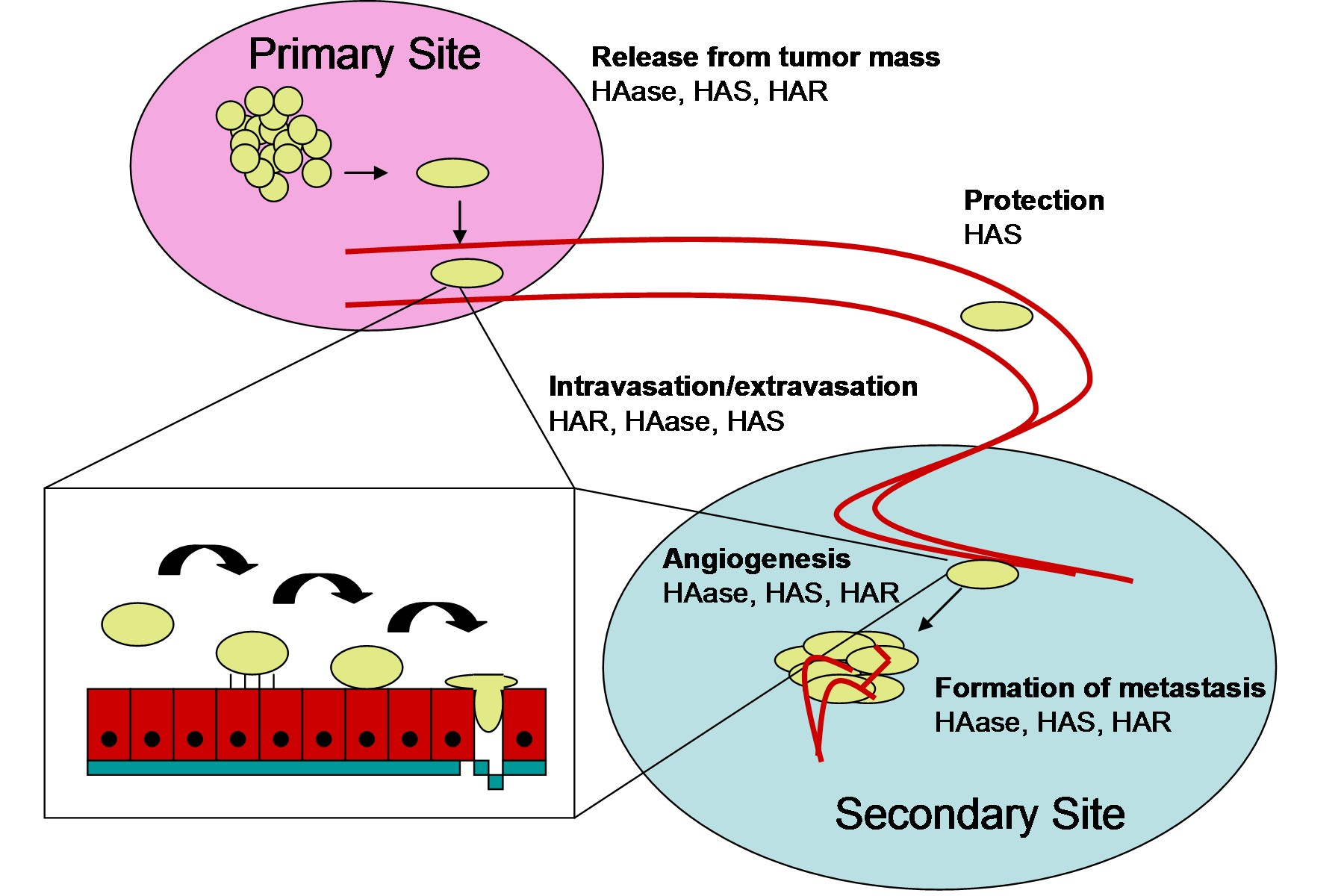
Procés de metàstasi d'un càncer on s'associen molècules d'àcid hialurònic

Com es veu a la figura, els diferents tipus de molècules que interaccionen amb l'àcid hialurònic poden contribuir a moltes de les etapes de la metàstasi del càncer.
Les àcid hialurònic sintases juguen papers a totes les etapes de la metàstasi de càncer. Produint un àcid hialurònic anti-adherent, aquestes sintases poden permetre que les cèl·lules tumorals s'alliberin de la massa tumoral primària, i si l'àcid hialurònic s'associa a receptors com el CD44, l'activació de les Rho GTPases pot promoure la transició al teixit epitelial-menequimal de les cèl·lules canceroses. Durant els processos d'entrada o sortida dels vasos sanguinis, la interacció del de l'àcid hialurònic sintasa amb receptors com CD44 o RHAMM estimula els canvis a les cèl·lules per permetre la infiltració de cèl·lules canceroses al sistemes vascular o limfàtic. Mentre viatgen per aquests sistemes, l'àcid hialurònic produït per aquestes sintases protegeix les cèl·lules canceroses del mal físic. Finalment, en la formació d'una lesió metastàtica, les sintases produeixen AH per permetre que les cèl·lules canceroses interaccionin amb les cèl·lules natives a un lloc secundari per produir un tumor.
Les àcid hialuronidases estan també involucrades a la metàstasi del càncer. Ajudant a degradar el ECM que envolta el tumor, les hialuronidases ajuden a les cèl·lules canceroses a escapar de la massa tumoral primària i tenen un paper majoritari en l'entrada als vasos, ja que permeten la degradació de la membrana basal dels vasos limfàtics o sanguinis. Una altra vegada, les hialuronidases també tenen un paper important en l'establiment de lesions metastàtiques ajudant a la sortida dels vasos i netejant el ECM del segon lloc. Finalment, les hialuronidases tenen un paper clau al procés d'angiogenesi. Els fragments d'AH promouen l'angiogenesi i les hialuronidases produeixen aquests fragments. De manera interessant, la hipòxia augmenta la producció d'AH i l'activitat de les hialuronidases.
Els receptors d'àcid hialurònic, CD44 i RHAMM, són els estudiats amb més profunditat degut als seus papers a la metàstasi dels càncers. L'augment clínic de l'expressió del CD44 ha estat positivament relacionat a la metàstasi d'alguns tipus de tumors. El CD44 intervé en l'adhesió de les cèl·lules canceroses entre elles i amb les cèl·lules endotelials, reorganitza el citoesquelet mitjançant les Rho GTPases, i incrementa l'activitat del ECM degradant enzims. L'increment de l'expressió del RHAMM ha estat també clínicament relacionat amb la metàstasi dels càncers. El RHAMM dona motilitat (moviment) a les cèl·lules canceroses a través d'un elevat nombre de camins, inclosa la cinasa FAK, MAPK i pp60 i la diana de la Rho cinasa. El RHAMM també pot cooperar amb el CD44 per promoure l'angiogenesi cap a una lesió metastàtica.

## Aplicacions mèdiques
L'àcid hialurònic es troba de manera natural a molts teixits del cos, com la pell, els cartílags i l'humor vitri. Per aquest motiu és adequat per a aplicacions biomèdiques que tenen com a diana aquests teixits. El primer producte biomèdic d'àcid hialurònic, Healon, va ser desenvolupat entre els anys 1970 i 1980 per Pharmacia, i el seu ús està aprovat per cirurgia ocular (trasplantament de còrnia, cirurgia de cataractes, de glaucoma i per reparar el despreniment de retina). Altres companyies biomèdiques també produeixen marques d'àcid hialurònic per cirurgia oftàlmica.
L'àcid hialurònic també s'utilitza per tractar artrosi del genoll. Aquests tractaments són administrats com una sèrie d'injeccions a l'articulació del genoll i es creu que supleixen la viscositat del fluid de l'articulació, lubricant-la, protegint-la i produint un efecte analgèsic. També s'ha suggerit que l'àcid hialurònic té efectes biomèdics positius a les cèl·lules cartilaginoses. Això no obstant, alguns estudis amb placebo han posat en dubte l'eficàcia de les injeccions d'àcid hialurònic, i aquest és recomanat com a darrera alternativa a la cirurgia. L'ús oral de l'àcid hialurònic ha estat darrerament recomanat, encara que la seva efectivitat ha de ser encara demostrada. En aquests moments, hi ha alguns estudis clínics preliminars que suggereixen que l'administració oral de l'àcid hialurònic té un efecte positiu en l'osteoartritis, però encara s'ha de veure si hi ha un benefici real al tractament.
La pell seca i escamosa, com la causada per la dermatitis atòpica (èczema) pot ser tractada amb una loció corporal que contengui àcid hialurònic de sodi com ingredient actiu.
Degut a la seva elevada biocompatibilitat i la seva presència comú a la matriu extracel·lular dels teixits, l'àcid hialurònic està guanyant popularitat com a biomaterial de suport en la recerca d'enginyeria de teixits. En particular, alguns grups de recerca han trobat que les propietats de l'àcid hialurònic en l'enginyeria de teixits i medicina regenerativa són signifivativament millorades amb el “crosslinking”, produint un hidrogel. Aquesta característica afegida permet l'investigador donar la forma desitjada així com entregar molècules terapèutiques a un hoste. L'àcid hialurònic pot ser unit mitjançant tiols, metacrilats i tiramines.
En alguns càncers, els nivells d'àcid hialurònic estan relacionats amb la malevolència i pronòstics pobres. L'àcid hialurònic és, per tant, utilitzat com a marcador tumoral de càncer de mama i de pròstata. També es pot utilitzar per monitorar la progressió de la malaltia.
L'àcid hialurònic també pot ser utilitzat al postoperatori per induir la curació de teixits, en concret després de cirurgia de cataractes. Models actuals de curació proposen que polímers més llargs d'àcid hialurònic apareixen a etapes inicials de curació per fer espai físicament a les cèl·lules de la sang, les quals regulen la resposta immune.
L'àcid hialurònic també ha estat utilitzat en la síntesi d'estructures de suport biològic per a aplicacions de curació de ferides. Aquestes estructures típicament tenen proteïnes com la fibronectina unides a l'àcid hialurònic per facilitar la migració cel·lular a la ferida. Aquest fet és particularment important per individus amb diabetis que pateixen ferides cròniques.
L'àcid hialurònic també s'utilitza a productes antiadhesius per prevenir adhesions post operatives, àmpliament utilitzat en cirurgia pelviana i abdominal.

## Aplicacions cosmètiques
L'àcid hialurònic és un ingredient comú en productes per a la cura de la pell. El 2003 la FDA va aprovar les injeccions d'àcid hialurònic per reomplir petits defectes de teixits, com les arrugues facials. Les injeccions suavitzen temporalment les arrugues, ja que afegeixen volum davall la pell, amb efectes que duren 6 mesos.
S'ha vist que la presència de l'àcid hialurònic al teixit epitelial promou la proliferació de queratinòcits i augmenta la presència d'àcid retinoic. La interacció de l'àcid hialurònic amb la CD44 condueix a la síntesi de col·lagen i a una funció de la pell normal. Present a la matriu extracel·lular, és clau en la integritat de l'estructura de la matriu de la dermis de col·lagen.

## Etimologia
El nom àcid hialurònic deriva de hyalos (vitri en grec) i àcid urònic perquè va ser primer aïllat de l'humor vitri que conté grans quantitats d'àcid urònic.